# Pokémon Omega Ruby e Alpha Sapphire
Pokémon Omega Ruby e Alpha Sapphire (ポケットモンスター オメガルビー&アルファサファイア, Poketto Monsutā Omega Rubī & Arufa Safaia, Monstros de Bolso Ômega Rubi & Alfa Safira) são dois videogames lançados para Nintendo 3DS. Eles são remakes dos jogos de 2002, Pokémon Ruby e Sapphire, do Game Boy Advance. Foram anunciados em 7 de maio de 2014, através de um trailer divulgado pela Nintendo.

## Jogabilidade
Pokémon Omega Ruby e Alpha Sapphire são classificados como um role-playing game com elementos de aventura, apresentado em terceira pessoa e com perspectiva de cima. É o segundo jogo de Pokémon a ter funções em 3D. O jogador controla um jovem treinador que vai em busca e a captura de criaturas conhecidas como Pokémon e tem como objetivo ganhar batalhas contra outros treinadores. Ao derrotar Pokémon inimigos, o Pokémon do jogador ganha pontos de experiência, o que permite o Pokémon subir de nível e aumentar as estatísticas de batalha, além de aprender novas técnicas e, em alguns casos, evoluir para um Pokémon mais poderoso. Os jogadores também podem capturar Pokémon selvagens, encontrados aleatoriamente no jogo, deixando-os fracos na batalha e os capturando com Pokébolas, permitindo que eles sejam adicionados ao seu time. Também é possível batalhar e fazer trocas de Pokémon com outros jogadores usando os recursos de conectividade do Nintendo 3DS. Assim como nos jogos anteriores da série, alguns Pokémon só podem ser obtidos em Omega Ruby ou Alpha Sapphire, ou só podem ser encontrados em edições anteriores da série Pokémon, incentivado, dessa forma, os jogadores a negociar com outros jogadores a fim de obter todos os Pokémon de ambas as versões.

## Desenvolvimento
Especulações sobre os remakes de Ruby e Sapphire já aconteciam há anos, principalmente devido as referências aos jogos e a região de Hoenn nos predecessores Pokémon X e Y. Nessa época, surgiu o meme de Internet "Hoenn Confirmed".
A Nintendo anunciou oficialmente os jogos em 7 de maio de 2014, através de um comunicado de imprensa. Omega Ruby e Alpha Sapphire foram lançados no Japão e nas Américas em 21 de novembro e ao resto da Europa em 28 de novembro de 2014. A única informação detalhada divulgada foi que os novos jogos "conduzirão os jogadores através de uma história dramática dentro de um mundo novo e espetacular". Após o anúncio, não ficou claro se Omega Ruby e Alpha Sapphire seriam realmente remakes ou novos jogos, devido a descrição do comunicado de imprensa. Então, em uma nova coletiva, o presidente da Nintendo, Satoru Iwata, confirmou que os novos jogos são remakes completos das versões anteriores de 2002.
Durante o vídeo ao vivo da Nintendo na Electronic Entertainment Expo 2014 em 10 de junho de 2014 (que mais tarde foi produzido em uma versão impressa na CoroCoro Comic do Japão), um trailer para Omega Ruby e Alpha Sapphire foi divulgado, exibindo novas cenas dos jogos, incluindo o novo design dos personagens e as novas Mega Evoluções para Sceptile e Swampert, que não foram mostradas em X e Y, como no caso de Blaziken. Um comunicado de imprensa da Nintendo deu a entender que as outras pedras Megas (itens do jogo necessários para a Mega Evolução) só poderiam ser encontrado na região de Hoenn em Omega Ruby e Alpha Sapphire. Também foi divulgado no site oficial as novas formas de Groudon e Kyogre, que são destaques na arte da capa dos jogos, e essas mudanças supostamente estariam relacionadas a Mega Evolução.

## Recepção
Omega Ruby e Alpha Sapphire receberam avaliações positivas de críticos de videogame. Peter Brown do GameSpot elogiou o visual 3D, mas acha que o jogo não conseguiu resolver totalmente as questões gerais na fórmula do jogo. Kallie Plagge do IGN também elogiou a reinvenção de Hoenn em 3D e a funcionalidade online. Plagge criticou o grande número de HMs necessários para jogar bem como o favorecimento de Pokémon tipo água (ela jogou Alpha Sapphire no qual possui o Team Aqua como vilões) e a dependência de rotas aquáticas. Ela observou que, embora o recurso Dive tenha sido uma novidade na versão original, ele acabou se tornando tedioso.

Os jogos venderam 3,040,000 cópias nos seus primeiros três dias de venda. Ao total, 1,534,593 cópias foram vendidas no Japão, e o restante na América do Norte e Austrália. Omega Ruby e Alpha Sapphire tiveram o maior lançamento na história da série no Reino Unido, batendo o recorde que pertencia anteriormente a Pokémon Black e White.